# Zahra Amir Ebrahimi
Zahra Amir Ebrahimi (persisk: زهرا اميرابراهيمی; født 1981) er en iransk skuespillerinde.

## Sexvideo
Zahra blev i 2006 midtpunktet for en national skandale da en gammel Paris Hilton-agtig video af hende og hendes daværende kæreste havende sex, pludselig dukkede op på Internettet og udgivet på CD-ROM og DVD. Videoen der stammer tilbage fra 2001 da Zahra var 21 og optaget af kæresten, fik en umiddelbar katastrofal indflydelse på hendes karriere, da den førhen populære skuespillerinde, kendt hovedsageligt fra hendes rolle som den tilbageholdne og ærbare unge kvinde i en meget set soap, med et blev anset som en pariah af iranske TV og film selskaber og smidt fra hendes rolle i soap TV serien.
Zahra er nu mål for en officiel undersøgelse for at have handlet i modstrid med de iranske islamiske love. Munder undersøgelsen, der foretages personligt af Teherans hard-line hovedanklager Saeed Mortazavi ud i en anklage, kan Zahra se frem til store bøder, offentlig piskning eller værre. I 2001 blev en anden iransk kvinde stenet til døde efter hun optrådte i en hjemmelavet pornografisk film.
Den unavngivne kæreste som også optræder på filmen og hvem det mistænkes står bag offentliggørelsens er flygtet til Armenien. Han er i mellemtiden vendt tilbage og står anklaget for at være i uoverensstemmelse med de offentlige sædelighedslove, en forbrydelse der kan give fængselsstraf på op til tre år såvel som og en bøde på kr. 60,000.
Rygter om et selvmordsforsøg er blevet benægtet af Zahra med en offentlig erklæring:
"Jeg ønsker blot at fortælle mit lands folk, at jeg er i live. Jeg tænker på de iranske kvinders styrke og vil forsvare respekten for min nations piger og kvinder“